# Src-семейство киназ
Src-семейство киназ (англ. Src family kinases, SFK) включает в себя нерецепторные протеинкиназы млекопитающих, схожие по структуре с Src. У позвоночных известно девять киназ Src-семейства: Src, Yes, Fgr, Fyn, Lyn, Hck, Lck, Blk, Frk.

## История
В 1911 году Френсис Роус показал, что некий агент, позднее названный вирусом саркомы Роуса (RSV), вызывает рак у кур. Дальнейшие исследования показали, что RSV является ретровирусом, и для образования саркомы в его геноме должен присутствовать ген, который получил название v-src (англ. viral sarcoma, вирусная саркома). 
В 1979 году Майкл Бишоп и Харолд Вармус открыли куриный ген, по структуре схожий с v-src. Его назвали c-src (англ. cellular src, клеточный src). За этим последовало изучение множества полезных функций гена. Было открыто, что вирусный вариант белка не содержит ингибиторного сайта tyrosine-527. Эта последовательность присутствует в структуре природного белка, который благодаря ей активируется лишь при необходимости, являясь, таким образом, прото-онкогеном, в отличие от типичного онкогена v-src. В последующем были открыты другие гены, схожие по структуре с src и объединяемые в Src-семейство.
Считается, что некогда в прошлом ген млекопитающего srс был по ошибке включён в геном вируса, мутировав при этом или позднее и став опасным онкогеном v-src. За открытие клеточного происхождения src и других вирусных онкогенов Майкл Бишоп и Харолд Вармус удостоились в 1989 году Нобелевской премии по физиологии или медицине.

## Структура
Киназы Src-семейства имеют типичную модульную структуру сигнальных белков. За миристоилированным N-концевым фрагментом следуют домены SH3, SH2, тирозинкиназный каталитический домен и короткий C-концевой фрагмент.